# 法沃里塔 (佛羅里達州)
法沃里塔（英語：Favoretta）是位於美國佛羅里達州弗萊格勒縣的一個非建制地區。該地的面積和人口皆未知。

## 地理
法沃里塔的座標為29°22′01″N 81°10′29″W / 29.36694°N 81.17472°W，而該地的平均海拔高度為9米（即30英尺）。